# هزارآباد
هزارآباد روستایی از توابع بخش مرکزی شهرستان آشتیان در استان مرکزی ایران است.

## جمعیت
این روستا در دهستان مزرعه نو قرار دارد و براساس سرشماری مرکز آمار ایران در سال۱۴۰۰ ، جمعیت آن ۱۴۰ نفر (۴۰ خانوار) بوده‌است.